# Busas dissolutus
Busas dissolutus är en insektsart som beskrevs av Jacobi 1909. Busas dissolutus ingår i släktet Busas och familjen Ricaniidae. Inga underarter finns listade i Catalogue of Life.